# Pedro Rangel
Pedro Felipe de Faria Rangel (Nepomuceno, 29 giugno 2000) è un calciatore brasiliano, portiere del Coritiba in prestito dal Fluminense.

## Carriera
Pedro Rangel è cresciuto nel settore giovanile del Fluminense, con cui ha debuttato in prima squadra il 5 marzo 2021 nell'incontro del Campionato Carioca perso 2-1 contro il Resende. Rimasto inutilizzato l'anno seguente, nel 2023 è stato designato come portiere di riserva.
L'11 gennaio 2024 è stato ceduto in prestito all'Atl. Goianiense per tutta la stagione.

## Statistiche

### Presenze e reti nei club
Statistiche aggiornate al 22 giugno 2024.
| Stagione        | Squadra         | Campionato      | Campionato | Campionato | Coppe nazionali | Coppe nazionali | Coppe nazionali | Coppe continentali | Coppe continentali | Coppe continentali | Altre coppe | Altre coppe | Altre coppe | Totale | Totale | Totale |
| Stagione        | Squadra         | Comp            | Pres       | Reti       | Comp            | Pres            | Reti            | Comp               | Pres               | Reti               | Comp        | Pres        | Reti        | Pres   | Reti   |        |
| --------------- | --------------- | --------------- | ---------- | ---------- | --------------- | --------------- | --------------- | ------------------ | ------------------ | ------------------ | ----------- | ----------- | ----------- | ------ | ------ | ------ |
| 2021            | Fluminense      | A/RJ+A          | 2+0        | -5         | CB              | 0               | 0               | CL                 | 0                  | 0                  |             | -           | -           | 2      | -5     |        |
| 2022            | Fluminense      | A/RJ+A          | 0          | 0          | CB              | 0               | 0               | CL+CS              | 0                  | 0                  |             | -           | -           | 0      | 0      |        |
| 2023            | Fluminense      | A/RJ+A          | 3+2        | 0,-5       | CB              | 0               | 0               | CL                 | 0                  | 0                  | Cmc         | 0           | 0           | 5      | -5     |        |
| 2024            | Atl. Goianiense | PD/GO+A         | 1+4        | 0,-10      | CB              | 2               | -1              |                    | -                  | -                  |             | -           | -           | 7      | -11    |        |
| Totale carriera | Totale carriera | Totale carriera | 12         | -20        |                 | 2               | -1              |                    | 0                  | 0                  |             | 0           | 0           | 14     | -21    |        |

## Palmarès

### Club

#### Competizioni statali
- Campionato Carioca: 2

Fluminense: 2022, 2023
- Taça Guanabara: 2

Fluminense: 2022, 2023

#### Competizioni internazionali
- Coppa Libertadores: 1

Fluminense: 2023